# Бозмензо Супериоре (Павија)
Бозмензо Супериоре је насеље у Италији у округу Павија, региону Ломбардија.
Према процени из 2011. у насељу је живело 33 становника. Насеље се налази на надморској висини од 532 м.